# Ландшафтен парк „Дуисбург-север“
Ландшафтният парк „Дуисбург-север“ (на немски: Landschaftspark Duisburg-Nord) е обществен парк в град Дуисбург, Германия.
Паркът е изграден през 1991 година на мястото на закрито през 1985 година въгледобивно и металургично предприятие. Теренът е частично рекултивиран, но много от съоръженията са запазени, като целта на проектанта Петер Лац е да подчертае връзката с промишленото и земеделско минало на мястото.